# Vinnetou

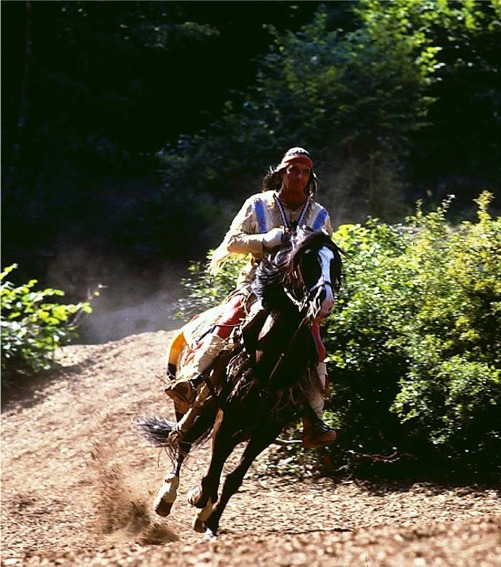
Představitel Vinnetoua Pierre Brice

Apačský náčelník Vinnetou (v originále Winnetou) je společně se svým přítelem a pokrevním bratrem, Old Shatterhandem, nejznámější literární postava, kterou vytvořil německý spisovatel Karel May.
Vinnetouovo jméno se poprvé objevuje v Mayově novele z roku 1875 Old Firehand. Tato novela se v dosti přepracované podobě stala podstatnou částí druhého dílu románu Vinnetou (tři díly 1893, čtvrtý díl 1909–1910), ve kterém jsou vylíčeny nejdůležitější příběhy, které v Americe prožil Vinnetou a jeho pokrevní bratr Old Shatterhand zhruba od jejich prvního setkání roku 1860 do doby, kdy byl apačský náčelník zastřelen. Ve čtvrtém dílu Vinnetoua apačský náčelník již nevystupuje, neboť kniha se odehrává v roce 1908, tedy zhruba dvacet až třicet let po jeho smrti. Vinnetou se zde stává symbolem míru, lásky a bratrství mezi lidmi.
Další společná dobrodružství Old Shatterhanda a Vinnetoua jsou obsahem mnoha dalších autorových knih. Jsou to romány Syn lovce medvědů (1887), Duch Llana Estacada (1888), Poklad ve Stříbrném jezeře (1890), Petrolejový princ (1893), Old Surehand (1894–1896), Satan a Jidáš (1896–1897) (v tomto románu se Vinnetou dokonce vydává s Old Shatterhandem do Afriky a na zpáteční cestě onemocní), Černý mustang (1896–1897) a Vánoce (1897). Dále se Vinnetou objevuje ještě v několika povídkách.
Vinnetou je smyšlená postava, jeho předlohou však byl skutečný apačský náčelník Cochise, žijící v letech 1805–1874. Byl však inspirován i jinými apačskými náčelníky, především Geronimem a Vittoriem. Náčelník Cochise se, stejně jako Vinnetou, přátelil s bělochy a s jedním z nich, armádním stopařem Tomem Jeffordsem, jej pojilo hluboké přátelství, velmi podobné vztahu Vinnetoua s Old Shatterhandem. Cochise měl sestru jménem Sonseeahray (v překladu Jitřenka), do níž byl Jeffords zamilován. Dívka však byla záhy zavražděna bělochy (tak jako literární Nšo-či). Na rozdíl od literárního Vinnetoua však byl Cochise náčelníkem Čirikavů, nikoli Meskalerů, a zemřel přirozenou smrtí v rezervaci.

## Vinnetouův život
Vinnetou je synem náčelníka mescalerských Apačů Inču-čuny (Dobré Slunce) a má sestru Nšo-či (Krásný Den). V mládí jej kromě otce vychovával také Klekí-petra, (bílý otec Apačů), a to na základě křesťanské lásky k bližním (Klekí-petra byl vzdělaný Němec, který žil dlouho s Indiány a byl pro své dobré vlastnosti přijat do kmene).
Vinnetou byl zamilován do Ribanny z kmene Assiniboinů, ta si však vyvolila za muže Vinnetouova přítele, zálesáka Old Firehanda. Později byla Ribanna zavražděna bílým padoušským náčelníkem indiánského kmene Ponků Parranohem. Její smrt je pomstěna již s pomocí Old Shatterhanda.
S Old Shatterhandem se Vinnetou přes počáteční konflikt tak spřátelí, že uzavřou pokrevní bratrství. Po smrti svého otce a své sestry (zavraždil je běloch Santer kvůli zlatu na hoře Nugget-tsil) se Vinnetou stává apačským náčelníkem a dědí slavnou Inču-čunovu „stříbrnou pušku“ (Silberbüchse), což je dvouhlavňová ručnice, jejíž pažba je zdobena stříbrem. Vinnetou jezdí na koni jménem Ilčí (Vítr), jehož bratra, Hatátitlu (Blesk), daruje Old Shatterhandovi. Oba koně Vinnetou sám vychoval.
Vinnetou se neustále marně snaží dopadnout vraha svého otce a své sestry. Nakonec mu v pomstě zabrání předčasná smrt. Santer zahyne až později, s přispěním Old Shatterhanda.

## Datum Vinnetouovy smrti
Podle Karla Maye zemřel Vinnetou 2. září roku 1874. Toto datum však příliš nevyhovuje logice románu. Karel May se jako Old Shatterhand seznámil s Vinnetouem roku 1860, takže by se jejich společná dobrodružství musela odehrát během pouhých čtrnácti let. Když k tomu přičteme Karlova další dobrodružství v jiných částech světa, zdá se to časově naprosto nereálné. V knize Chronik eines Weltläufers: Die Reisen von Old Shatterhand alias Kara Ben Nemsi (vydala nakladatelství Karl-May-Verlag roku 2015) se její autor, Němec Hans Imgram, snaží tento problém vyřešit. Na základě pečlivého bádání a porovnávání románových a povídkových obsahů navzájem sestavil důvěryhodnou časovou osu, podle které Vinnetou zemřel v pátek 5. června 1885.

## Filmový Vinnetou

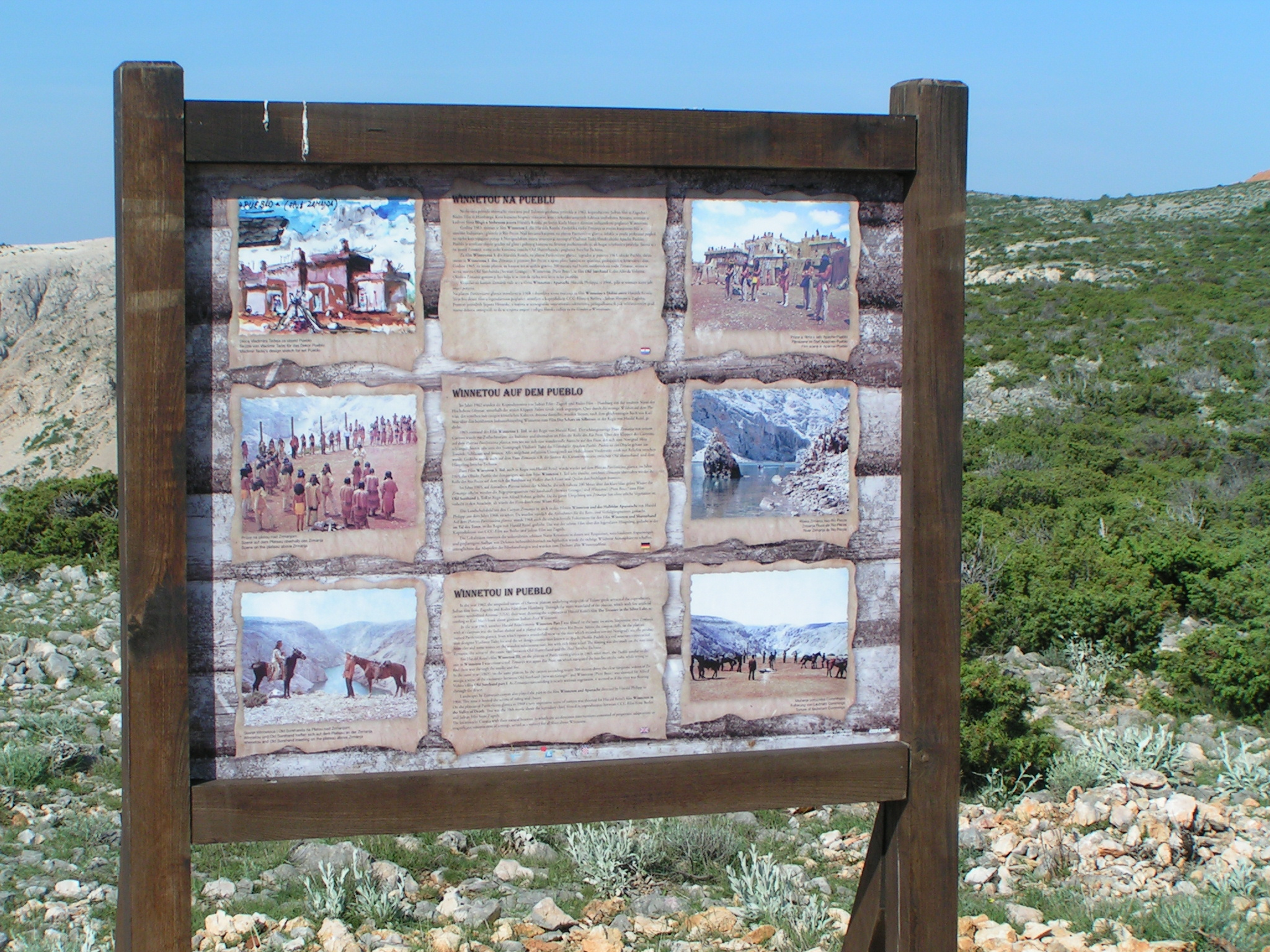
Deska na památku filmování Vinnetoua v kaňonu řeky Zrmanja.

Postava Vinnetoua se stala znovu velmi populární po roce 1962, kdy byl natočen jeden z nejznámějších filmů, inspirovaných dílem Karla Maye, Poklad na Stříbrném jezeře. V tomto a několika následujících filmových zpracováních mu propůjčil tvář francouzský herec Pierre Brice.
Filmový Vinnetou se ale od románového dosti liší, je zde uplatněna silná licentia poetica. Původní knižní podobě je nejpodobnější Poklad na Stříbrném jezeře a první díl Vinnetoua z roku 1963 (pomineme-li, že Klekí-petru zastřelil ve filmu Santer, který na konci filmu zahyne). Další filmová zpracování obsahují již pouze motivy Mayových děl. Tak na příklad v druhém dílu Vinnetoua Vinnetou – Rudý gentleman, (1964), Ribanna žije, je do Vinnetoua zamilovaná a Old Firehand se ve filmu vůbec nevyskytuje. Ve třetím díle Vinnetou – Poslední výstřel, (1965), hyne Vinnetou kulkou bídáka Rollinse, který v knize vystupuje pouze jako epizodní postava druhého dílu. Nicméně se ukáže, že tato rána nebyla smrtelná, protože v roce 1998 vzniklo volné pokračování Vinnetou se vrací. Film je uváděn také pod českým názvem Návrat Vinnetoua.
Plánované filmy Vinnetou v cizích stopách a Vinnetouova sestra nebyly vůbec realizovány.
V 80. letech vznikl seriál o Vinnetouovi, kde Vinnetoua opět ztvárnil Pierre Brice, u fanoušků Vinnetoua ale seriál pozitivní hodnocení nezískal.
V roce 2015 televizní společnost RTL plánovala natočit nové tři filmy o Vinnetouovi, ve kterých se o Pierru Briceovi uvažovalo jako o možném představiteli Inču-čuny. Pierre Brice ovšem zemřel a tak si roli Inču-čuny zahrál Gojko Mitič. Natočeny byly tři filmy: Vinnetou – Nový svět, Vinnetou – Tajemství stříbrného jezera a Vinnetou – Poslední bitva. Celá trilogie měla název Vinnetou (minisérie).
Na filmy o Vinnetouovi byla natočena parodie Manitouova bota.

### Filmy v pořadí podle vydání
- 1962 Poklad na Stříbrném jezeře – hlavní role Pierre Brice a Lex Barker (v českém znění Stanislav Fišer a Vladimír Ráž)
- 1963 Vinnetou – hlavní role Pierre Brice a Lex Barker (v českém znění Stanislav Fišer a Vladimír Ráž)
- 1964 Mezi supy – hlavní role Pierre Brice a Stewart Granger (v českém znění Stanislav Fišer a Luděk Munzar)
- 1964 Vinnetou – Rudý gentleman – hlavní role Pierre Brice a Lex Barker (v českém znění Stanislav Fišer a Vladimír Ráž)
- 1964 Old Shatterhand – hlavní role Pierre Brice a Lex Barker (v českém znění Stanislav Fišer a Vladimír Ráž)
- 1965 Petrolejový princ – hlavní role Pierre Brice a Stewart Granger (v českém znění Stanislav Fišer a Jiří Štěpnička)
- 1965 Vinnetou – Poslední výstřel – hlavní role Pierre Brice a Lex Barker (v českém znění Stanislav Fišer a Vladimír Ráž)
- 1965 Old Surehand – hlavní role Pierre Brice a Stewart Granger (v českém znění Stanislav Fišer a Jiří Štěpnička)
- 1966 Vinnetou a míšenka Apanači – hlavní role Pierre Brice a Lex Barker (v českém znění Stanislav Fišer a Vladimír Ráž)
- 1966 Old Firehand – hlavní role Pierre Brice a Rod Cameron (v českém znění Stanislav Fišer a Bohuslav Kalva)
- 1968 Vinnetou a Old Shatterhand v údolí smrti – hlavní role Pierre Brice a Lex Barker (v českém znění Stanislav Fišer a Vladimír Ráž)
- 1980 Můj přítel Vinnetou (TV seriál) – hlavní role Pierre Brice a Siegfried Rauch (v českém znění Stanislav Fišer a Jan Schánilec)
- 1998 Vinnetou se vrací (televizní film) – hlavní role Pierre Brice (v českém znění Stanislav Fišer)
- 2016 Vinnetou (minisérie) – hlavní role Nik Xhelilaj a Wotan Wilke Möhring (v českém znění Petr Štěpán a Petr Lněnička)

### Filmy v pořadí podle děje
Seřadit filmy chronologicky podle děje je poněkud složité, nicméně na internetu lze nalézt pořadí sestavené na základě děje knih:
1. Old Firehand
2. Vinnetou
3. Vinnetou a míšenka Apanači
4. Old Shatterhand
5. Old Surehand
6. Mezi supy
7. Vinnetou a Old Shatterhand v údolí smrti
8. Poklad na Stříbrném jezeře
9. Vinnetou – Rudý gentleman
10. Petrolejový princ
11. Vinnetou – Poslední výstřel

## Divadelní zpracování
Postava Vinnetoua se již několikrát představila i v českém divadle. V roce 2005 uvedlo Divadlo Minor částečně loutkovou hru Vinnetou aneb Věčná loviště for everybody v režii Jana Jirků. Vinnetoua s Old Shatterhandem hráli Jiří Laštovka a Filip Jevič, Sama Hawkense Petr Stach, Santera Ondřej Nosálek, Nšo-či Kristýna Franková, Klekí-petru Zuzana Skalníková a Inču-čunu a Tanguu Hynek Chmelař. Další hru s názvem Vinnetou uvedlo Strašnické divadlo v roce 2009 v režii Vojtěcha Štěpánka, titulní roli ztvárnil Michal Čeliš, Old Shatterhanda hrál Jiří Racek a Ribannu Malvína Pachlová. V roce 2013 měla v Městském divadle v Kladně premiéru hra Vinnetou dramatika Petra Kolečka v režii Ondřeje Pavelky. Titulní roli hrál Vojtěch Kotek, Old Shatterhanda Jakub Prachař, Santera Tomáš Petřík, Sama Hawkense Daniel Čámský, Klekí-petru Marie Štípková, Nšo-či Šárka Opršálová, Ribannu Lenka Zahradnická a Inču-čunu Zdeněk Velen.

## Ohlas
Popularita Vinnetoua a jeho přátel dosáhla v Československu v šedesátých letech takové intenzity, že se jí zabýval i Ústřední výbor Komunistické strany Československa, který vydal 3. září 1966 směrnici proti komerčnímu využívání Mayova díla:
| „ | Novinové stánky, papírnictví, prodejny upomínkových předmětů jsou zaplaveny černobílými i barevnými fotografiemi a diapozitivy s vinnetouovskými motivy. Tato mánie poznamenala i výrobu hraček, kožené galanterie, keramiky, textilu, skla atd. Vinnetoua a další hrdiny mayovek najdeme na drobných figurkách z kůže i molitanu, na řemíncích k hodinkám, přívěscích ke klíčům, opascích a peněženkách, kravatách, ubrouscích, dečkách, vázách, potištěných tričkách atd. Také cizincům se jako suvenýry z Československa nabízejí předměty, které mají jen málo společného s naší zemí, její přírodou a kulturními tradicemi, se životem a prací našeho lidu, ale naopak svým kýčovitým a nevkusným provedením dávají zkreslené představy o naší zemi a estetické úrovni našich výrobků. | “ |
| — | |   |